# Hilfe für Gefährdete
Die Hilfe für Gefährdete war eine Leistung der Sozialhilfe nach dem Bundessozialhilfegesetz von 1962, die kurz nach Inkrafttreten vom Bundesverfassungsgericht für mit dem Grundgesetz unvereinbar und nichtig erklärt wurde.
Die Hilfe für Gefährdete ermöglichte es dem Sozialhilfeträger, Obdachlose allein deswegen, weil sie obdachlos sind, zu inhaftieren und in einer Justizvollzugsanstalt unterzubringen. Eine zeitliche Begrenzung sah das Gesetz nicht vor, sodass diese Inhaftierung prinzipiell lebenslang erfolgen konnte.
Mehrere Bundesländer, darunter Hessen und Hamburg, stellten einen Normenkontrollantrag, weil sie diese Vorschrift für verfassungswidrig hielten. Das Bundesverfassungsgericht entschied daraufhin am 18. Juli 1967, dass diese Leistung gegen das Recht auf Freiheit der Person aus Art. 2 Abs. 2 GG verstößt. Die Freiheit der Person ist ein so hohes Rechtsgut, dass sie nur aus besonders gewichtigen Gründen eingeschränkt werden darf. Solche gewichtige Gründe können entweder der Schutz der Allgemeinheit sein, wie bei Straftätern, oder der Schutz des Betroffenen, wie bei der Zwangseinweisung von psychisch kranken Personen. Die Hilfe für Gefährdete dient aber weder dem Schutz der Allgemeinheit noch dem Schutz des Betroffenen, sondern einzig und allein erzieherischen Zwecken. Der Staat hat aber nicht das Recht, seine Bürger zu bessern und deshalb auch nicht das Recht, ihnen deswegen die Freiheit zu entziehen, ohne dass sie sich selbst oder andere gefährden. Durch die fehlende zeitliche Begrenzung, die einer lebenslangen Freiheitsstrafe gleicht, sei zudem das Verhältnismäßigkeitsprinzip verletzt. Zum Schluss erklärte das Gericht noch, dass die Voraussetzungen für eine solche Inhaftierung zu unbestimmt sind und damit auch das Bestimmtheitsgebot verletzen, das bei freiheitsentziehenden Maßnahmen besonders zu beachten ist.
Der Gesetzgeber strich daraufhin diese Leistung wieder aus dem Gesetz. Die Rechtsprechung des Bundesverfassungsgerichts wird noch heute aufgegriffen, wenn es um die freiheitsentziehende Unterbringung von Personen geht.